# 3C 48
3C 48 é um quasar localizado na constelação de Triangulum.